# Ruhijärv
Ruhijärv är en sjö i Estland.   Den ligger i landskapet Viljandimaa, i den södra delen av landet. Ruhijärv ligger 80 meter över havet. Arean är 0,69 kvadratkilometer. I omgivningarna runt Ruhijärv växer i huvudsak blandskog. Den sträcker sig 1,9 kilometer i nord-sydlig riktning, och 1,2 kilometer i öst-västlig riktning.